# Andorranische Fußballnationalmannschaft (U-19-Frauen)
Die andorranische Fußballnationalmannschaft der U-19-Frauen ist eine Auswahlmannschaft der Federació Andorrana de Futbol, die das Land Andorra auf internationaler Ebene bei Frauen-Länderspielen vertritt. Die Mannschaft nahm bislang nur an der Qualifikation zur Europameisterschaft teil, jedoch nicht an der Europameisterschaft selbst oder an Weltmeisterschaften. Derzeitiger Trainer ist José Martín.

## Geschichte
Ihr erstes Spiel sollte die Mannschaft ursprünglich am 18. Februar 2021 gegen Italien im Rahmen der Qualifikation zur U-19-Fußball-Europameisterschaft der Frauen 2021 absolvieren. Dieses fand jedoch, ebenso wie die Spiele gegen Serbien und die Ukraine, nicht statt, da das Turnier abgesagt wurde.
Zum ersten Spiel des Teams kam es somit erst am 19. Oktober 2021, als das Spiel gegen Wales im Rahmen der Qualifikation zur U-19-Fußball-Europameisterschaft der Frauen 2022 stattfand. Es wurde mit 3:0 verloren. Darauf folgten eine Niederlage gegen Albanien und ein Sieg gegen Moldau. In der zweiten Qualifikationsrunde folgten Siege gegen Georgien und Armenien sowie eine Niederlage gegen die Slowakei. Andorra qualifizierte sich damit nicht für das Turnier. Bei der Qualifikation zur U-19-Fußball-Europameisterschaft der Frauen 2023 verlor die Mannschaft in der ersten Runde die Spiele gegen Tschechien und Kasachstan. In der zweiten Runde wurden die Spiele gegen Moldau und Litauen verloren und das Spiel gegen die Türkei gewonnen, womit die Qualifikation ebenfalls nicht gelang.

## Turniere

### Weltmeisterschaft
- 2002 bis 2024 – nicht teilgenommen

### Europameisterschaft
- 1998 bis 2020 – nicht teilgenommen
- 2021 – Turnier abgesagt
- 2022 – nicht qualifiziert
- 2023 – nicht qualifiziert
- 2024 bis 2025 – nicht teilgenommen